# قدیسان فراوان نیوآرک
قدیسان بیشمار نیوآرک (انگلیسی: The Many Saints of Newark) یک فیلم در ژانر درام و جنایی به کارگردانی آلن تیلور است که قرار بود در سپتامبر سال ۲۰۲۰ منتشر شود، ولی پخش آن به دلیل کوید-۱۹ تا مارس ۲۰۲۱ به تعویق افتاد. این فیلم در واقع پیش درآمد وقایع و شخصیت‌های سریال موفق تلویزیونیً خانواده سوپرانو می‌باشد که از سال ۱۹۹۹ تا ۲۰۰۷ از شبکه اِچ-بی-اُ پخش می‌شد.
کمپانی برادران وارنر پیکچرز و نیو لاین سینما حق تولید فیلم‌ را به دست آوردند. این فیلم اولین نمایش جهانی خود را در ۲۲ سپتامبر ۲۰۲۱ انجام داد و در تاریخ ۱ اکتبر در ایالات متحده به همراه یک اکران همزمان یک ماهه در سرویس پخش اچ‌بی‌او مکس به نمایش درآمد. این فیلم عموماً نقدهای مثبتی از منتقدان دریافت کرد، اگرچه برخی از فیلمنامه انتقاد کردند. این فیلم در طول اکران خود در سینما ۱۳ میلیون دلار در مقابل بودجه ۵۰ میلیون دلاری فروخت، اما در شبکه اچ‌بی‌او مکس موفقیت آمیز بود. 

## داستان
پسری در یکی از پرآشوب‌ترین دوران تاریخ نیوآرک و درست زمانی که گانگسترهای رقیب نیز در حال قدرت گرفتن هستند، رشد کرده و دوران نوجوانی خود را پشت سر می‌گذارد در نهایت او تبدیل به رئیس قدرتمند یک باند خلافکار می‌شود اما…

## بازیگران
- آلساندرو نیوولا
- جان برنثال
- ویرا فارمیگا
- کوری استول
- بیلی مگنوسن
- ری لیوتا
- جان ماگارو
- میکلا دِ روسی

## پاسخ انتقادی
در وب‌سایت جمع‌آوری نقد راتن تومیتوز، این فیلم بر اساس ۲۱۹ نقد، ۷۱ درصد محبوبیت دارد، با میانگین امتیاز ۶.۸ از ۱۰ را دارد.
در متاکریتیک، این فیلم بر اساس ۴۸ منتقد، میانگین وزنی ۶۱ از ۱۰۰ را دارد که نشان‌دهنده «عمدتاً نقدهای مثبت» است.